# Manzana de la Rivera

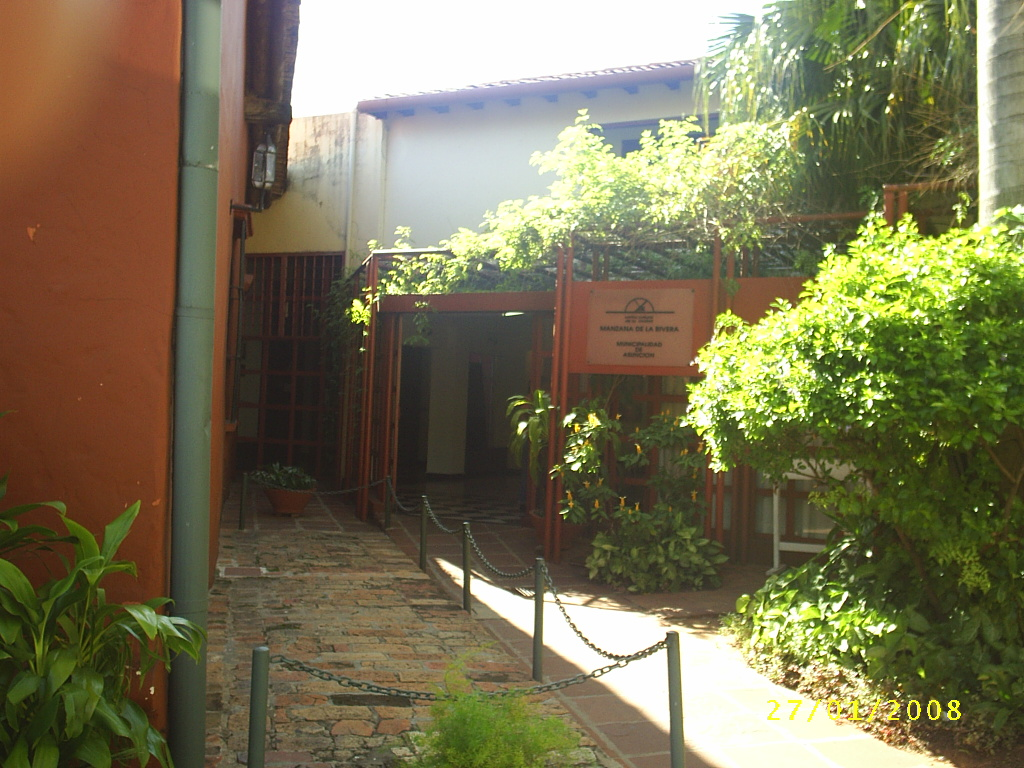
Entrada principal Manzana de la Rivera.

La Manzana de la Rivera es un centro cultural ubicado en la calle Juan de Ayolas 129 de Asunción, Paraguay.

## Historia

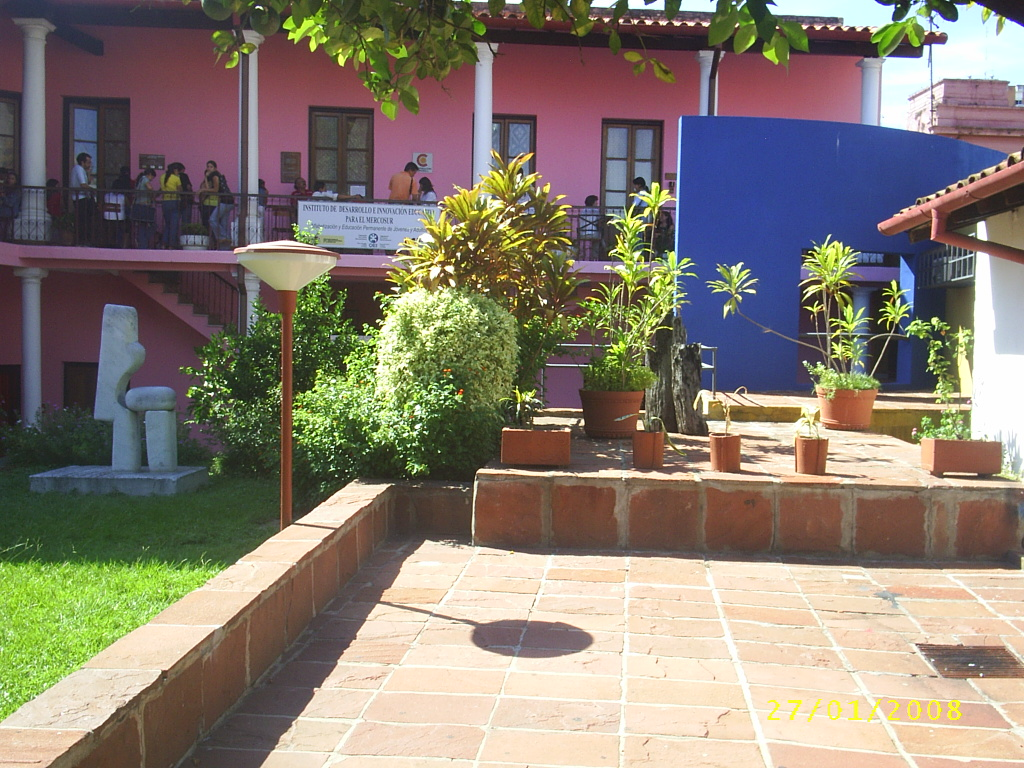
Patio Leonor.

Después del cambio de gobierno en 1989, surgen inquietudes de rescatar diversos sitios de la ciudad. En este contexto, un grupo de estudiantes de arquitectura inician la campaña Salvemos la Manzana frente al Palacio, debido al deterioro de las edificaciones que la conformaban, y en oposición a un proyecto que pretendía demolerlas, para construir una plaza en dicho lugar. 
En ocasión de las celebraciones por los 500 años del descubrimiento de América, en toda Iberoamérica se constituyeron comisiones para organizar las diversas acciones que se realizarían al respecto. 
La Comisión V Centenario Paraguay, presidida por el arquitecto Juan Cristaldo, incluye el proyecto Casa Viola , entre los proyectos principales a ejecutarse, el cual fue presentado por el escritor Augusto Roa Bastos ante la Agencia Española de Cooperación Internacional.
Durante la administración del intendente José Luis Alder, la Municipalidad de Asunción adquirió las propiedades que conforman el predio de la Manzana. Los trabajos de restauración comenzaron en 1991, año en que se refuncionalizan las edificaciones para convertirla en el Centro Cultural de la Ciudad. Su primer director fue el arquitecto Carlos Colombino.

## Casas de la Manzana

### Casa Viola

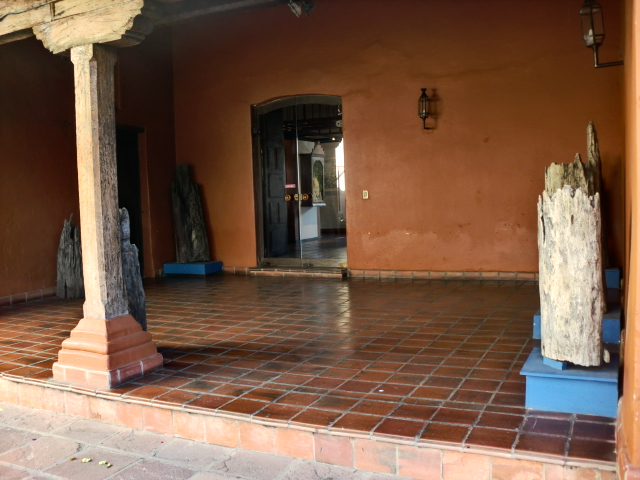
Casa Viola.

La casa Viola es una típica construcción colonial que data de los años 1750-1758, su ubicación responde a la disposición de las calles antes de que el doctor Gaspar Rodríguez de Francia cuadriculara la ciudad. La casa tiene techo de tejas a dos aguas. Delante, una galería; posterior a ella, la herrería, construida sobre vigas y columnas de madera. Antiguamente, la casa contaba con tres habitaciones grandes, quedando actualmente sólo una, ubicada frente al Palacio de Gobierno. En la parte posterior se encuentra una galería corredor, como muestra de la culata yovai, tipología de las antiguas casas paraguayas. La estructura del techo es de palma y tacuarilla; las tejas están montadas con una argamasa de barro, aglutinada con sangre vacuna.
En la actualidad en la casa funciona el Museo Memoria de la Ciudad (Asunción), que atesora textos, mapas, objetos, pinturas, gráficas; así como diferentes elementos que cuentan la historia de Asunción, desde su fundación hasta nuestros días.

### Casa Clari
Ubicada al lado de la casa Viola, la casa Clari es una construcción simple con una galería interior de habitaciones corridas. Construida por el arquitecto Clari a principios del siglo XX con un estilo Art Nouveau tardío.
En la casa funciona actualmente el Café Bar Casa Clari, el espacio Miguel Acevedo, donde se realizan muestras de arte y el Departamento de Huéspedes. Estas dos últimas, son construcciones posteriores ejecutadas en el predio de la casa.

### Casa Clari-Mestre
Esta edificación, colindante con la Casa Clari, fue construida en 1912 con un estilo neoclásico. Al momento de la restauración, poseía un techo de zinc, que se supone posterior a su construcción. El cielo raso era de cartón, con relieves y sin colores. Debido a su mal estado, se decide poner un techo de tejas.
Debido a los diferentes niveles que poseía la casa, resultó factible la creación de un espacio auditorio. En el Ruy Díaz de Guzmán se realizan, entre otras actividades, recitales, espectáculos de teatro, danza y presentaciones de libros.

### Casa Vertúa
De las edificaciones que conforman la Manzana, era la única que contaba con posibilidades de tener una segunda planta. Fue construida en 1898 con un estilo neoclásico. En su recinto funcionó una confitería con el mismo nombre.
En 1993 se convierte en sede de la Biblioteca Municipal, atesorando más de veinte mil volúmenes de libros. Cuenta además con hemerotoca, sitio para lectura rápida y actualizada; así como un servicio de biblioteca móvil que recorre distintos colegios y plazas de la ciudad.

### Casa Emasa
En el momento de la restauración era la más destruida de la Manzana, ya que al haber sido instalada una imprenta en su interior, hubo que derrumbar parte de su techo. Primeramente se utilizó como sitio de despachos aduaneros, quedando solamente un grupo de amplias habitaciones, que bordeaban una especie de corredor, sustituido este por una especie de impluvium con columnas de hormigón. 
En ella funcionan en la actualidad las oficinas del Centro Cultural de la Ciudad, de la Agencia Española de Cooperación Internacional y de la Cámara Paraguaya de Libreros Asociados. Posee también el espacio denominado La Galería, destinado a exposiciones, principalmente de esculturas e instalaciones.

### Casa Castelví

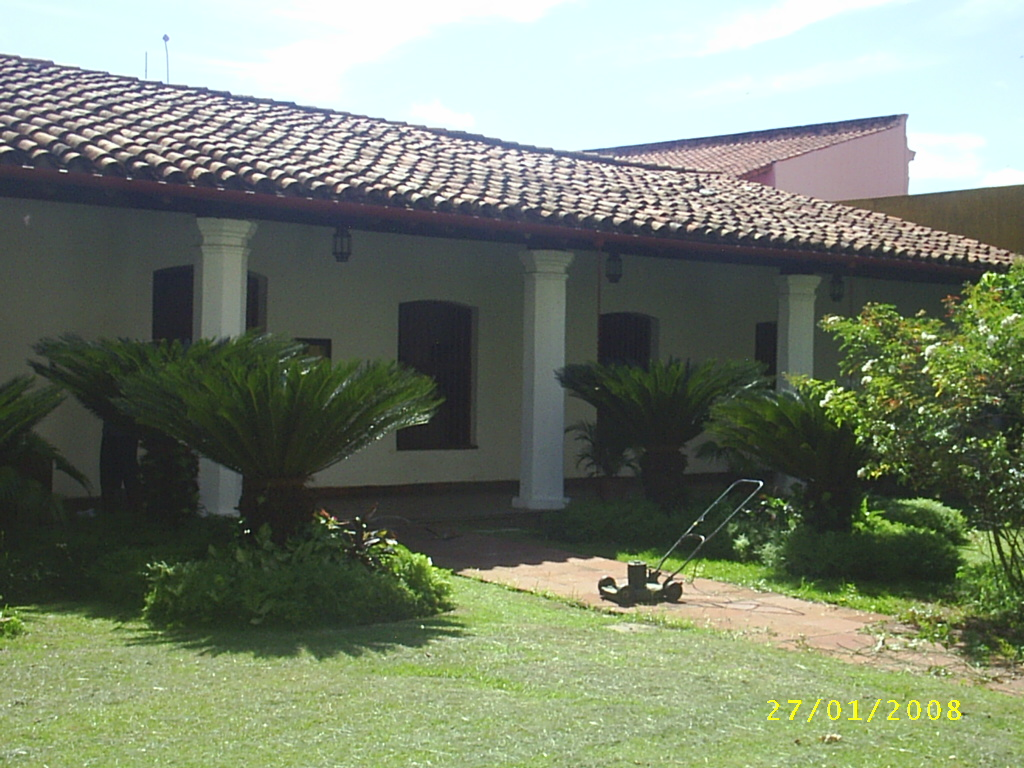
Casa Castelví.

Antiguamente, denominada Casa Serra. La Casa Castelví es una construcción que data del año 1804, fue fabricada todavía con el sistema colonial. Posee las puertas, las ventanas, las rejas y uno de los pisos originales. Es una casa pre-francista, ubicada a 15 m de la calle, tiene un jardín exterior que se integró al área urbana, eliminando la muralla.
La casa fue construida por el catalán José Castelví, en aquel entonces, vicealcalde de la ciudad de Asunción. En la actualidad funcionan en ella las salas de exposiciones Juan A. Samudio y Domingo Martínez de Irala. También una sala recreativa, dedicada a los niños.
En el jardín de la casa, bautizado como el Patio Arecayá, en recordación a la rebelión de los indios Arecayá, se realizan actividades al aire libre.

### Casa Serra I Casa Serra II
Ambas casas representan tipologías de viviendas del estilo neoclásico, con habitaciones ubicadas sobre la calle. Tienen dos zaguanes, por lo que se supone que en un primer momento eran dos casas gemelas que se unieron.
Actualmente funcionan en ellas la Videoteca Municipal, que oferta videos y documentales de temas educativos y culturales, dirigidos especialmente a estudiantes, el Banco de Imagen y Sonido, cuya finalidad es la producción y conservación de la imagen y el sonido, como exponentes de la diversa cultura del país.
En el Patio Leonor, unificación de los patios internos de las casas Castelví y Serra I y II, se realizan diferentes espectáculos al aire libre. 

### Casa Ballario
Construida en 1901 al estilo neoclásico, fue la última de las casas restauradas. Con su habilitación en junio de 1996, quedó completada la obra de restauración y recuperación de la Manzana histórica. La casa es sede de las oficinas de la Unesco en Paraguay.

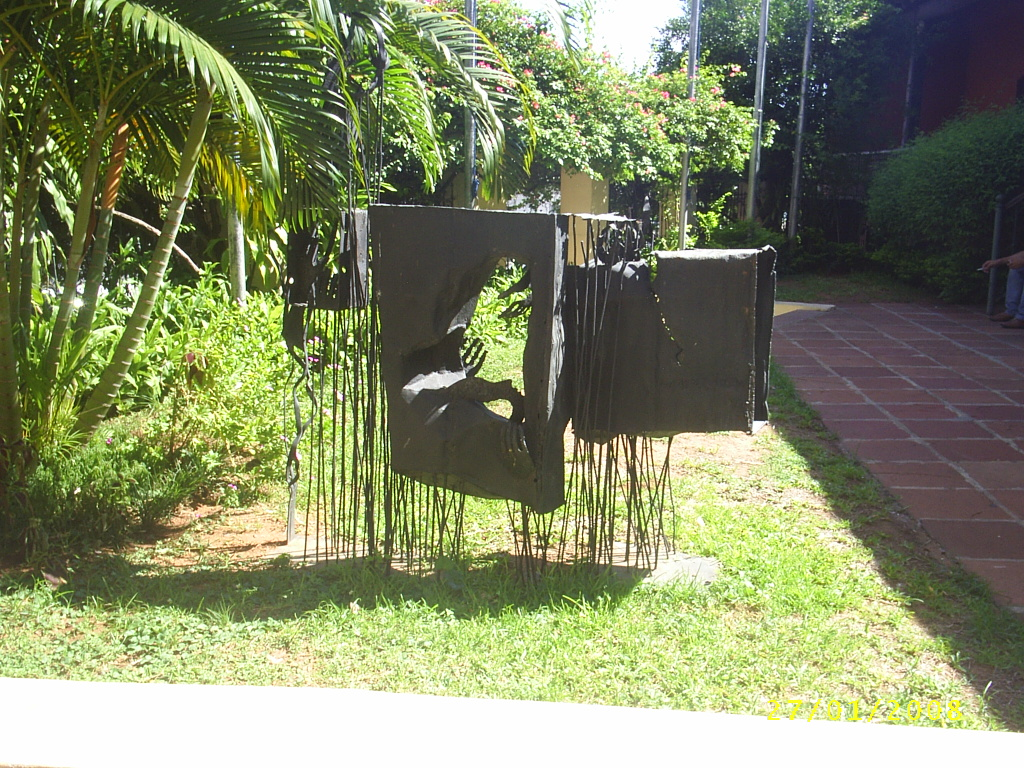
Escultura ubicada a la Entrada de la Manzana de la
Rivera

## Otros datos significativos
En 1993 se ideó construir un teatro experimental en el predio baldío que formaba parte de la Manzana. Por tal motivo se convocó a un concurso de ideas para jóvenes arquitectos. El mismo fue ganado por Javier Corvalán, reconocido arquitecto hoy en día. El Salón Multiuso Federico García Lorca se inauguró finalmente el 26 de junio de 1999, con la visita al Paraguay del presidente español José María Aznar. 
Entre los servicios que el Centro Cultural de la Ciudad presta a la comunidad, figuran el Escenario Móvil, donado por el Sindicato de Actores Suecos y el Aula Magna de Información, Comunicación y Aprendizaje.
Desde su fundación, el Centro se ha convertido en un sitio de obligada referencia para los amantes de la cultura.